# Bumba atomika
Bumba atomika è un film del 2008 diretto da Michele Senesi. 
Opera prima per Michele Senesi, venne girato nel 2006 vedendo la luce solo nel 2008 dopo una lunga sessione di postproduzione. Prodotto dalla Palonerofilm, il film ha avuto una notevole diffusione nei Festival internazionali, una prima italiana al Future Film Festival e una successiva visibilità in Italia.

## Trama
Inizio del nuovo secolo. Una cittadina di collina poco distante dal mare, della provincia marchigiana. Al mare non ci sono ancora turisti o se ne sono appena andati, il che colloca il film o verso il mese di maggio o circa a settembre inoltrato. Protagonisti sono quattro improbabili studenti dei primi anni di università. Luca è la mente pensante del gruppo e voce narrante del film, appassionato di serial killer. Un tempo frequentava un altro gruppo ma dopo una rapina finita male ha perso tutti i compagni. Solo uno rimane, Camillo, e sta per uscire di prigione. Camillo è il meno equilibrato del gruppo, persona passionale e composta di contrasti, violento, vive con una anziana, ricca zia. Il nuovo gruppo riformato da Luca pronto per andare a recuperare in prigione Camillo, annovera altri due membri, Berna e Cin Cin. Berna (Bernadette Bathory) è l'unica donna dei quattro, sociopatica, appassionata di informatica ed elettronica, trascorre la sua vita tra internet e videogiochi. Cin Cin (Ciro) è figlio di una ricca famiglia locale in continua crisi tra il frequentare gli altri tre e seguire una strada più umana indicatagli dalla sorella a cui è molto legato. Unica passione e ragione di vita dei quattro è l'alcool. Non si tratta di una tensione sregolata alla sballo tout court, ma di una ricerca sistematica e certosina dell'abuso anormale di raffinate marche di vini e liquori fino al totale svuotamento dei portafogli. Una volta al verde sorge il loro più grosso problema e conflitto, ossia dove reperire denaro per continuare ad assumere dosi irreali di alcool. La casuale morte della zia di Camillo dà una risposta alla domanda tramite la mente squilibrata di Berna; la ragazza mette un annuncio in internet e scopre che esistono non poche persone interessate all'acquisto di un cadavere. Inizia da qui una spirale inarrestabile di tenace ricerca di cadaveri da rivendere via internet, un alternarsi di morte, alcool, e vicende grottesche nella spasmodica ricerca di un ideale e idillico mondo nuovo agognato da Camillo.

## Promozione
La produzione lavora fin da prima delle riprese per effettuare una agguerrita campagna di guerrilla marketing, onde ovviare al basso budget disponibile. Grazie a questo ottiene una video intervista nella home page del sito di Repubblica durante la Mostra internazionale d'arte cinematografica di Venezia. Viene prodotta una campagna di adozione e supporto al film per la stampa, una raccolta di aforismi sul vino, viene realizzata una mascotte, dei finti poster di propaganda e un quotidiano con notizie di eventi del film, anche un piccolo videogioco uno stile rétro. Altra azione operata sono gli XX:10: BA, ovvero un appello lanciato a registi indipendenti italiani per realizzare un micro spot preventivo del film. Aderiscono all'appello a decine. Sono pubblicate anche delle finte aste eBay riguardo alla vendita di cadaveri e viene caricata on line in free download la colonna sonora del film. La stesura quotidiana di un blog affianca l'intera produzione del film. Tutto questo materiale diviene argomento di una tesina universitaria a cura di Roberto Castrogiovanni, studente dell'Università degli studi di Bologna.

## Colonna sonora
La colonna sonora è dei Kurnalcool. Il primo motivo è per l'attitudine tematica del gruppo, il secondo per il fatto che il titolo del film si ispira proprio ad una canzone del gruppo. I Kurnalcool sono un gruppo storico marchigiano creatori di un genere coniato come “Vì Metal” ossia sonorità metal che accompagnano testi di matrice etilica.

## Accoglienza

### Critica
Il film è stato accompagnato da una fortuna critica mediamente concorde e positiva.

## Riconoscimenti
- South Afrika HorrorFest
  - 2008 - Migliore colonna sonora[8]